# Lomselet
Lomselet är en sjö i Sorsele kommun i Lappland och ingår i Umeälvens huvudavrinningsområde. Sjön har en area på 4,03 kvadratkilometer och ligger 338 meter över havet. Sjön avvattnas av vattendraget Juktån.

## Delavrinningsområde
Lomselet ingår i det delavrinningsområde (723159-158974) som SMHI kallar för Nedlagd mätstation. Medelhöjden är 359 meter över havet och ytan är 31,62 kvadratkilometer. Räknas de 99 avrinningsområdena uppströms in blir den ackumulerade arean 1 963,37 kvadratkilometer. Juktån som avvattnar avrinningsområdet har biflödesordning 2, vilket innebär att vattnet flödar genom totalt 2 vattendrag innan det når havet efter 246 kilometer. Avrinningsområdet består mestadels av skog (68 procent) och sankmarker (15 procent). Avrinningsområdet har 4,31 kvadratkilometer vattenytor vilket ger det en sjöprocent på 13,6 procent.